# ريتشارد بيرك
ريتشارد بيرك (بالأيرلندية: Richard Burke) (و. 1932 – 2016 م) هو سياسي أيرلندي، ولد في نيويورك، كان عضوًا في فاين جايل، توفي عن عمر يناهز 84 عاماً.

## مناصب
تولى منصب نائب دييل (9 مارس 1982–30 مارس 1982)
- نائب دييل (30 يونيو 1981–27 يناير 1982)[2]
- نائب دييل (14 مارس 1973–25 مايو 1977)[2]
- وزير التربية والمهارات [الإنجليزية]‏ (14 مارس 1973–2 ديسمبر 1976)
- نائب دييل (2 يوليو 1969–5 فبراير 1973).[2]

## التعليم
تعلم في كلية دبلن الجامعية.

## روابط خارجية
- ريتشارد بيرك على موقع مونزينجر (الألمانية)